# Alsea (Oregón)
Alsea es un lugar designado por el censo ubicado en el condado de Benton en el estado estadounidense de Oregón. En el año 2010 tenía una población de 164 habitantes.

## Geografía
Alsea se encuentra ubicado en las coordenadas 44°22′54.5″N 123°35′44.68″O / 44.381806, -123.5957444.